# Alex Lynn
Pour les articles homonymes, voir Lynn.
Alexander Lynn, dit Alex Lynn, né le 17 septembre 1993 à Londres, est un pilote automobile britannique, champion de GP3 Series en 2014. Il participe en 2020 au championnat du monde d'endurance avec Aston Martin Racing en catégorie GTE-Pro, ainsi qu'au championnat de Formule E avec Mahindra Racing.

## Biographie

### Débuts en monoplace avec Fortec (2009-2011)
Après avoir couru en karting entre 2004 et 2008, Lynn fait ses débuts en monoplace en 2009 dans le Championnat de Grande-Bretagne de Formule Renault, où il dispute les deux manches de la Formula Renault UK Winter Series, entre le 31 octobre et le 7 novembre. Il se classe 10e sur 12, avec deux 8e places, un abandon et une 9e place. L'année suivante, il s'engage pour la saison complète du Championnat de Grande-Bretagne de Formule Renault, avec Fortec Motorsport. Lynn se montre régulier et n'abandonne qu'une fois en 20 courses. Son meilleur résultat est une 3e place obtenue lors de la dernière course sur le circuit de Brands Hatch. Il termine 10e de ce championnat. Comme en 2009, il participe en novembre à la déclinaison hivernale du championnat, qu'il remporte grâce à ses trois succès en six courses.
En 2011, son programme change légèrement. Entre janvier et février, il part en Nouvelle-Zélande pour disputer le championnat du Toyota Racing Series. Il remporte une course, monte sur trois podiums et termine 9e du classement. Quand la saison européenne démarre, il reste chez Fortec et court une nouvelle fois dans le Championnat de Grande-Bretagne de Formule Renault, qu'il remporte haut la main grâce à ses douze victoires en vingt courses. Il participe également à deux manches du championnat d'Eurocup Formula Renault 2.0. Il réussit à se classer 14e du championnat, grâce à une belle 2e place obtenue à Silverstone.

### Succès en Formule 3 (2012-2013)
En 2012, il rejoint la Formule 3 britannique, et continue l'aventure avec Fortec Motorsport. Il termine très régulièrement bien placé et gagne une course, une nouvelle fois à Silverstone. Lynn termine à la 4e place du championnat. Il participe aussi au Championnat d'Europe de Formule 3 2012, mais malgré ses deux podiums, il termine non-classé car en tant qu'invité, il est inéligible aux points. Il participe aux Masters de Formule 3 2012, à Zandvoort, où il termine 7e, ainsi qu'au très prestigieux Grand Prix de Macao, où il se fait remarquer en montant sur la troisième marche du podium.
Début 2013, il retourne en Nouvelle-Zélande pour courir de nouveau en Toyota Racing Series, et il y brille en gagnant 2 courses et en terminant vice-champion. Il quitte ensuite Fortec pour courir avec Prema Powerteam pour le Championnat d'Europe de Formule 3 2013. Il remporte trois courses et termine à la 3e place du classement. Entre-temps, il termine 2e des Masters de Formule 3 et conclut sa saison en remportant le Grand Prix de Macao.

### Champion du GP3 Series et premiers pas en Formule 1 (2014)

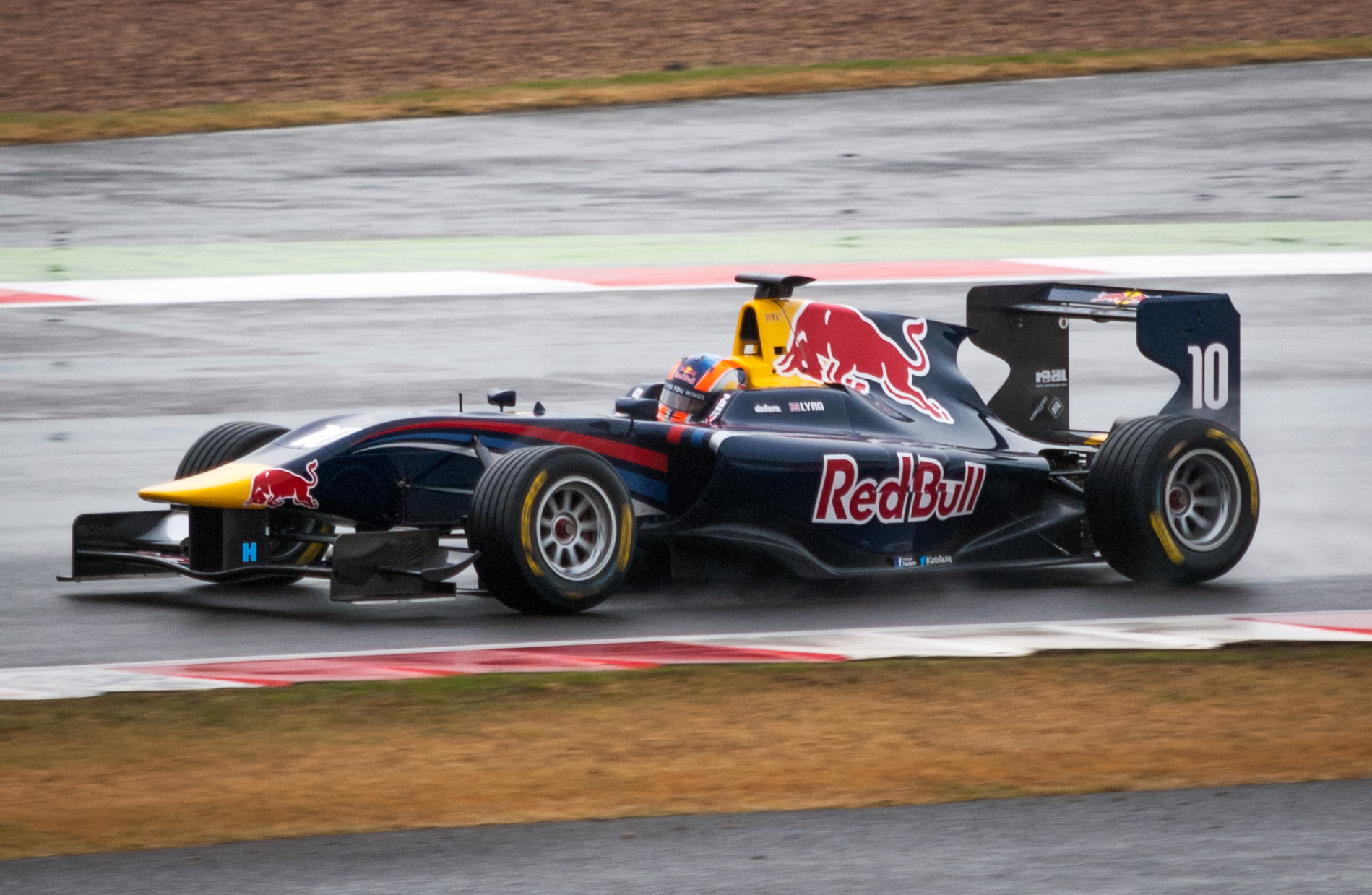
Alex Lynn en GP3 Series à Silverstone en 2014.

Devenu membre du Red Bull Junior Team, Lynn rejoint en 2014 le championnat de GP3 Series avec Carlin Motorsport et réalise une excellente saison. En effet, il s'impose à trois reprises (Barcelone, Spielberg et Spa-Francorchamps) et monte huit fois sur le podium. De plus, il rallie l'arrivée à chaque course. Lynn est sacré champion et intègre l'écurie de Formule 1 Lotus F1 Team, au poste de pilote de développement. 
En fin d'année, Sebastian Vettel quitte Red Bull Racing et Daniil Kvyat passe de Toro Rosso à Red Bull, pour le remplacer. Lynn est un temps candidat pour succéder au Russe, mais Carlos Sainz Jr. est préféré au Britannique par l'écurie italienne pour la saison 2015.

### Espoir déçu en GP2 Series (2015-2016)
Lynn accède en 2015 au championnat de GP2 Series avec DAMS, aux côtés de Pierre Gasly, autre membre de la filière Red Bull. Lynn décide finalement de quitter cette même filière et est engagé en début d'année par Williams F1 Team qui le fait rouler lors des essais privés.
En GP2, Lynn est rapidement présenté comme l'un des favoris au titre, après son succès en GP3. Malgré tout, il ne peut rien face à la domination de Stoffel Vandoorne qui ne laisse que très peu de chance à ses adversaires. Lynn remporte tout de même deux courses, à Barcelone et à Budapest, et termine 6e du championnat, avec le même nombre de points que Raffaele Marciello et Pierre Gasly.
Tandis que Williams le garde dans ses rangs, il poursuit également chez DAMS en 2016 et est associé au canadien Nicholas Latifi. Tout comme en 2015, il brille à Barcelone en triomphant lors de la course sprint. Son début de saison est bon mais il rentre dans le rang à partir de la manche de Bakou. Il ne retrouve le podium qu'en Autriche, tandis que ses courses à domicile sont désastreuses (16e et 14e), ainsi qu'à Budapest où il abandonne lors de course sprint. Il termine 7e de course longue d'Hockenheim et s'élance donc en première ligne le lendemain, ce qui lui permet de remporter sa deuxième course de la saison. Toujours grâce au système de la  grille inversée, il s'élance en pole position lors de la dernière course à Yas Marina et remporte la course. Il termine de nouveau 6e du championnat avec 124 points.
Cette même année, il fait ses débuts en Endurance avec Manor Motorsport en catégorie LMP2, disputant les trois dernières courses du calendrier.

### Passage en Formule E (2017-2019)
En janvier 2017, il signe un contrat de pilote essayeur chez DS Virgin Racing en Formule E. Dans la Virgin, il a l'occasion de prendre part au championnat de Formule E à l'occasion de la double-manche de New York, où il remplace José María López qui fait le choix de rouler en Endurance le même week-end. Il obtient la pole position dès son premier engagement le samedi, mais abandonne en toute fin de course alors qu'il était en mesure de marquer des points. Il abandonne également le dimanche lors de la deuxième course.
Alex Lynn remplace définitivement López chez DS Virgin Racing à partir de la saison 4, soit à la fin de l'année 2017. Il rentre dans les points cinq fois dans les six premières courses, avec comme meilleur résultat une 6e place obtenue à Punta del Este. Toutefois, il n'inscrit plus aucun point dans la deuxième partie de la saison et termine 16e du championnat avec 17 points, tandis que son équipier Sam Bird termine 3e.
Après six courses en 2019, Nelsinho Piquet et Jaguar Racing décident de se séparer. Alex Lynn est alors sollicité par l'écurie britannique pour récupérer le volant de Piquet pour la fin de saison. Il inscrit dix points en sept courses et termine 18e.
Sans volant en 2020, Alex Lynn est finalement appelé par Mahindra Racing pour disputer les six dernières courses de la saison à la place de Pascal Wehrlein. Il inscrit un total de seize points et est confirmé par l'écurie indienne pour la saison suivante.

### Pilote d'endurance (depuis 2017)

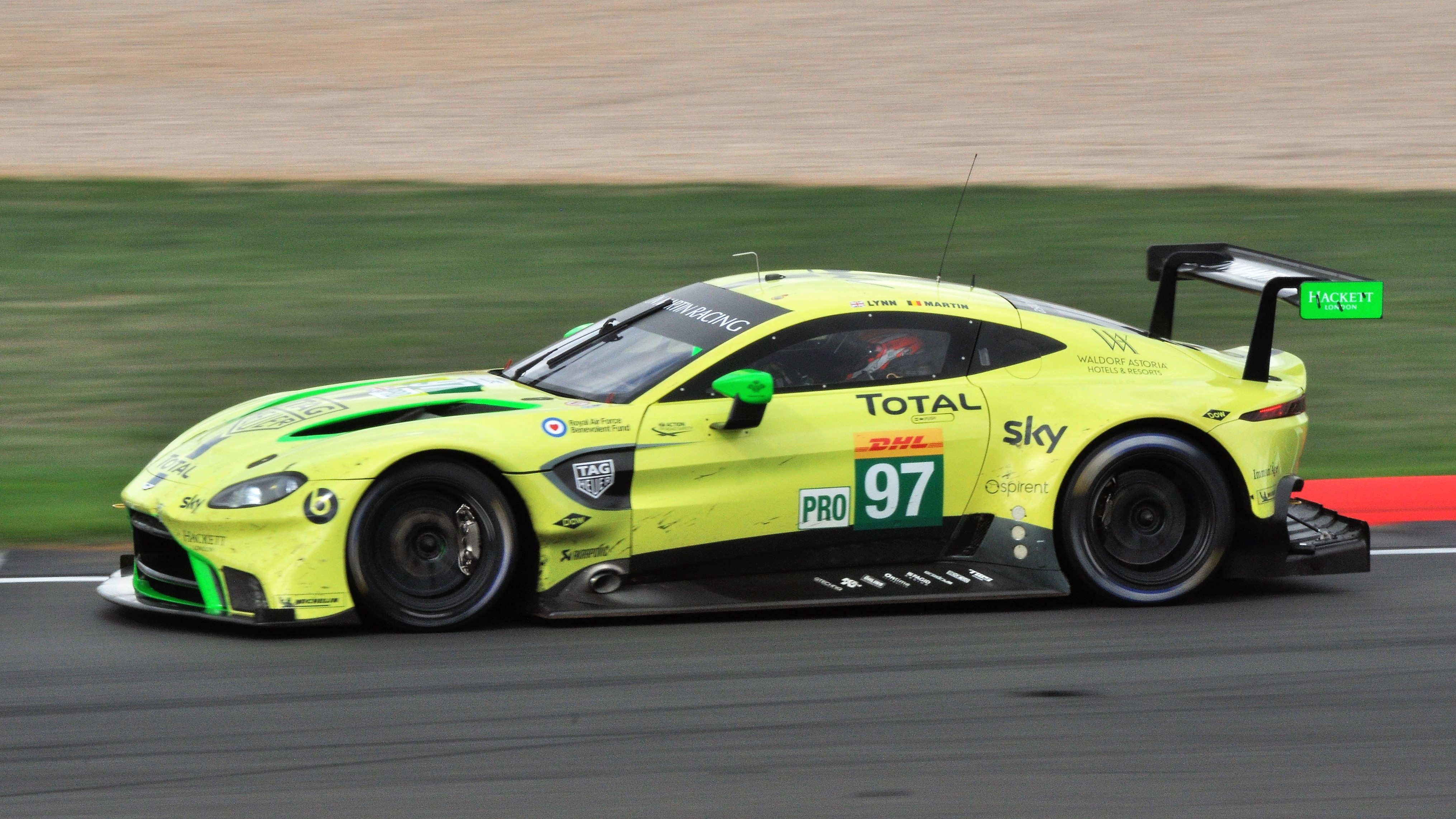
Alex Lynn aux 6 Heures de Silverstone 2018.

Alex Lynn poursuit sa carrière en endurance et remporte les 12 Heures de Sebring 2017 avec Wayne Taylor Racing. Il s'engage ensuite en LMP2 avec G-Drive Racing et prend part au championnat du monde d'endurance FIA 2017. Avec ses équipiers Roman Rusinov et Pierre Thiriet, il remporte les 6 Heures de Spa. Il se classe 15e dans le championnat de sa catégorie.
En 2018, le pilote britannique rejoint l'équipe Aston Martin Racing en GT. Pour sa deuxième participation aux 24 Heures du Mans, lui et ses équipiers Jonathan Adam et Maxime Martin terminent à une lointaine 37e place au classement général. Alex Lynn et Maxime Martin obtiennent plus tard dans la saison une deuxième victoire aux 6 Heures de Spa. En 2019, le même équipage termine 44e au Mans.
En 2020, Lynn et Martin sont rejoints par Harry Tincknell pour les 24 Heures du Mans. L'équipage de la no 97 termine en tête de la catégorie GTE-Pro et Lynn obtient sa première victoire au Mans.

## Carrière

### Carrière en monoplace
| Saison    | Championnat                                       | Écurie                  | Courses | Victoires | Pole positions | Meilleurs tours | Podiums | Points | Classement |
| --------- | ------------------------------------------------- | ----------------------- | ------- | --------- | -------------- | --------------- | ------- | ------ | ---------- |
| 2009      | Formula Renault UK Winter Series                  | Fortec Motorsport       | 4       | 0         | 0              | 0               | 0       | 40     | 10e        |
| 2010      | Championnat de Grande-Bretagne de Formule Renault | Fortec Motorsport       | 20      | 0         | 0              | 0               | 1       | 210    | 10e        |
| 2010      | Formula Renault UK Winter Series                  | Fortec Motorsport       | 6       | 3         | 1              | 1               | 3       | 40     | Champion   |
| 2011      | Championnat de Grande-Bretagne de Formule Renault | Fortec Motorsport       | 20      | 12        | 14             | 10              | 15      | 521    | Champion   |
| 2011      | Eurocup Formula Renault 2.0                       | Fortec Motorsport       | 4       | 0         | 1              | 0               | 1       | 26     | 14e        |
| 2011      | Toyota Racing Series                              | Giles Motorsport        | 12      | 1         | 0              | 1               | 3       | 514    | 9e         |
| 2012      | Championnat de Grande-Bretagne de Formule 3       | Fortec Motorsport       | 28      | 1         | 2              | 5               | 9       | 253    | 4e         |
| 2012      | Formule 3 Euro Series                             | Fortec Motorsport       | 10      | 0         | 0              | 0               | 2       |        |            |
| 2013      | Toyota Racing Series                              | M2 Competition          | 15      | 3         | 4              | 3               | 9       | 803    | 2e         |
| 2013      | Championnat d'Europe de Formule 3                 | Prema Powerteam         | 30      | 3         | 5              | 4               | 14      | 339,5  | 3e         |
| 2014      | GP3 Series                                        | Carlin                  | 18      | 3         | 2              | 3               | 8       | 207    | Champion   |
| 2015      | GP2 Series                                        | DAMS                    | 21      | 2         | 2              | 3               | 4       | 110    | 6e         |
| 2016      | GP2 Series                                        | DAMS                    | 22      | 3         | 0              | 0               | 5       | 124    | 6e         |
| 2016–2017 | Formule E                                         | DS Virgin Racing        | 2       | 0         | 1              | 0               | 0       | 3      | 23e        |
| 2017–2018 | Formule E                                         | DS Virgin Racing        | 12      | 0         | 0              | 0               | 0       | 17     | 16e        |
| 2018-2019 | Formule E                                         | Panasonic Jaguar Racing | 7       | 0         | 0              | 0               | 0       | 10     | 18e        |
| 2019-2020 | Formule E                                         | Mahindra Racing         | 13      | 1         | 1              | 0               | 3       | 78     | 6e         |

### Résultats aux 24 Heures du Mans
| Année | Équipe                | no | Châssis                  | Moteur                      | Pneus    | Catégorie | Équipiers                     | Tours | Résultat |
| ----- | --------------------- | -- | ------------------------ | --------------------------- | -------- | --------- | ----------------------------- | ----- | -------- |
| 2017  | G-Drive Racing        | 26 | Oreca 07                 | Gibson GK428 4,2 l V8       | Dunlop   | LMP2      | Roman Rusinov Pierre Thiriet  | 20    | Abandon  |
| 2018  | Aston Martin Racing   | 97 | Aston Martin Vantage GTE | Aston Martin 4.0 L Turbo V8 | Michelin | LMGTE Pro | Jonathan Adam Maxime Martin   | 327   | 37e      |
| 2019  | Aston Martin Racing   | 97 | Aston Martin Vantage GTE | Aston Martin 4.0 L Turbo V8 | Michelin | LMGTE Pro | Jonathan Adam Maxime Martin   | 325   | 44e      |
| 2020  | Aston Martin Racing   | 97 | Aston Martin Vantage GTE | Aston Martin 4.0 L Turbo V8 | Michelin | LMGTE Pro | Harry Tincknell Maxime Martin | 346   | 20e      |
| 2021  | United Autosports     | 23 | Oreca 07                 | Gibson 4,2L V8              | Goodyear | LMP2      | Wayne Boyd Paul di Resta      | 361   | 9e       |
| 2022  | United Autosports USA | 23 | Oreca 07                 | Gibson 4,2L V8              | Goodyear | LMP2      | Oliver Jarvis Josh Pierson    | 368   | 10e      |
| 2023  | Cadillac Racing       | 2  | Cadillac V-Series.R      | Cadillac 5,5 l V8           | Michelin | Hypercar  | Earl Bamber Richard Westbrook | 341   | 3e       |